# Young Artist Awards 2012
A 33ª cerimônia Young Artist Awards, apresentada pela Young Artist Association, homenageia jovens artistas entre as idades de 5 a 21 anos, nas áreas de cinema, televisão, teatro e música para o ano de 2011. Os nomeados foram anunciados no sábado, 31 de março de 2012. Os vencedores foram anunciados no domingo, 6 de maio de 2012 no salão Sportsmen's Lodge a desportistas no Studio City, Los Angeles.
Fundada em 1978 por longa data membro da Associação de imprensa estrangeira de Hollywood, Maureen Dragone, a associação de artista de Young foi a primeira organização para estabelecer uma cerimônia de premiação conjunto especificamente para reconhecer e celebrar as contribuições de artistas com idade inferior a 21, nas áreas de cinema, televisão, teatro e música.

## Categorias
★ Ouro indica o vencedor em cada categoria.

## Melhor Performance em um longa-metragem

### Melhor Performance em um filme - ator jovem principal
★ - Dakota Goyo - Real Steel - DreamWorks Pictures
- Asa Butterfield - Hugo - Paramount Pictures
- Joel Courtney - Super 8 - Paramount Pictures
- Nathan Gamble - Dolphin Tale - Warner Bros.
- Brian Gilbert - The Son of No One - Anchor Bay
- Zachary Gordon - Diary of a Wimpy Kid: Rodrick Rules - 20th Century Fox
- José Julián - A Better Life - Summit Entertainment

### Melhor Performance em um longa-metragem - levando a jovem atriz
★ - Chloë Grace Moretz - Hugo - Paramount Pictures
- Jordana Beatty - Judy Moody and the Not Bummer Summer - Relativity Media
- Elle Fanning - Super 8 - Paramount Pictures
- Saoirse Ronan - Hanna - Focus Features
- Ariel Winter - The Chaperone - Samuel Goldwyn Films

### Melhor Performance em um filme - ator jovem coadjuvante
★ Matthew J. Evans - Bad Teacher - Columbia Pictures
- Jonah Bobo - Crazy, Stupid, Love - Warner Bros.
- Karan Brar - Diary of a Wimpy Kid: Rodrick Rules - 20th Century Fox
- Robert Capron - Diary of a Wimpy Kid: Rodrick Rules - 20th Century Fox
- Mason Cook - Spy Kids: All the Time in the World - Dimension Films
- Colin Ford - We Bought a Zoo - 20th Century Fox
- Griffin Gluck - Just Go With It - Columbia Pictures
- Zach Mills - Super 8 - Paramount Pictures

### Melhor Performance em um filme - jovem atriz coadjuvante
★ Laine MacNeil - Diary of a Wimpy Kid: Rodrick Rules - 20th Century Fox
- Bailey Anne Borders - The Change-Up - Universal
- Sammy Boyarsky - Rampart - Millennium Entertainment
- Kaitlyn Dever - Bad Teacher - Columbia Pictures
- Alix Kermes - Prodigal - Lost Coin Productions
- Bella King - Red Riding Hood - Warner Bros.
- Bailee Madison - Just Go With It - Columbia Pictures
- Stefanie Scott - No Strings Attached - Paramount Pictures
- Cozi Zuehlsdorff - Dolphin Tale - Warner Bros.
- Amanda Nichole Manis - The 5th Quarter - Rocky Mountain Pictures

### Melhor Performance em um filme - jovem ator 10 e sob
★ Riley Thomas Stewart - The Beaver - Summit Entertainment
- Andrew Astor - Insidious - Film District/TriStar
- Preston Bailey - Judy Moody and the Not Bummer Summer - Relativity Media
- Peter Bundic - Rise of the Planet of the Apes - 20th Century Fox
- Connor & Owen Fielding - Diary of a Wimpy Kid: Rodrick Rules - 20th Century Fox
- Sean Michael Kyer - Everything and Everyone - Take a Bow Entertainment
- Robbie Tucker - Prom - Walt Disney Pictures

### Melhor Performance em um filme - jovem atriz dez e sob
★ (empate) Emma Rayne Lyle - I Don't Know How She Does It - The Weinstein Company
★ (empate) Amara Miller - The Descendents - Fox Searchlight Pictures
- Dalila Bela - Diary of a Wimpy Kid: Rodrick Rules - 20th Century Fox
- Rowan Blanchard - Spy Kids: All the Time in the World - Dimension Films
- Megan Charpentier - Red Riding Hood - Warner Bros.
- Maggie Elizabeth Jones - We Bought a Zoo - 20th Century Fox
- Arcadia Kendal - Sacrifice - Millennium Entertainment

### Melhor Performance em um filme - elenco jovem
★ Judy Moody and the Not Bummer Summer - Relativity Media
Jordana Beatty, Preston Bailey, Parris Mosteller, Garrett Ryan, Ashley Boettcher, Taylar Hender, Cameron Boyce, Jackson Odell
- Super 8 - Paramount Pictures

Joel Courtney, Elle Fanning, Ryan Lee, Zack Mills, Riley Griffiths, Gabriel Basso, Britt Flatmo

## Melhor Performance em um filme internacional

### Melhor Performance em um filme internacional - levando o jovem artista
★ (empate) Antoine Olivier Pilon - Frisson Des Collines (Shiver of the Hills) - Canadá
★ (empate) Julia Sarah Stone - The Year Dolly Parton Was My Mom - Canadá
- Guillermo Campra - Águila Roja, la película (Red Eagle: The Movie) - Espanha
- Zoé Héran - Tomboy - França
- Stella Kunkat - Dschungelkind (Jungle Child) - Alemanha
- Adrian Moore - Der ganz große Traum (The Ultimate Big Dream) - Alemanha
- Theo Trebs - Der ganz große Traum (The Ultimate Big Dream) - Alemanha

## Melhor Performance em um curta-metragem

### Melhor Performance em um curta-metragem - ator jovem
★ Ryan Grantham - Liz - UBC Film Productions
- Andy Scott Harris - From Darkness - Independent
- Nicky Korba - Coach Ricardo - Grovestreet Ent.
- Daniel Lupetina - My Guy - Simonee Films
- Matthew Nardozzi - An Ordinary Summer Day - Independent
- Anthony Restivo - Fable - Independent
- Jason Spevack - Oliver Bumps Birthday - CFC

### Melhor Performance em um curta-metragem - atriz jovem
★ (empate) Sarah de la Isla - The Aerial Girl - Mother Horse Productions
★ (empate) Ashley McGullam - Re-Abduction - Choto/Nygaard Production
★ (empate) Ashley Lynn Switzer - Ruby Slippers - Barefoot Girl Productions
- Ava Allen - Becoming - Dustin Todd Films
- Ashlee Fuss - Haven's Point - Majek Pictures
- Cassidi Hoag - Parkdale - CFC
- Savannah Lathem - Vanilla Promises - One Eyed Wonder Muscle
- Camryn Molnar - The Ultimate Conquest - Nikita Zubarev Production
- Angelique Restivo - Fable - Independent
- Rebecca Spicher - Certified - Hollywood Shorts
- Julia Sarah Stone - Ellipse - Alice Deegan Production
- Brandi Alyssa Young - Broken Pieces - Denver Crazies Prod.

### Melhor Performance em um curta-metragem - ator jovem 10 e sob
★ Dawson Dunbar - Bred In Captivity - Simon Fraser University
- Felix Avitia - Ingles - Independent
- Brady Bryson - Mama - C-Zan
- Joshua Costea - Lemons and Lemonade - Independent
- Sean Michael Ryer - Shh! - Means of Production
- Daven Pitkin - Why does God Hate Me - Capilano University
- Aiden Wessel - Irreplaceable - SFU Film

### Melhor Performance em um curta-metragem - atriz jovem dez e sob
★ Dalila Bela - Joanna Makes a Friend - Broken Mirror Films
- Vanessa Evancic - Liz - UBC Film Productions
- Merit Leighton - Monster Slayer - Independent
- Katelyn Mager - Joanna Makes a Friend - Broken Mirror Films
- Sierra Pitkin - Dead Friends - Crazy 8's

## Melhor Performance em um filme de TV, minissérie ou especial

### Melhor Performance em um filme de TV, minissérie ou especial - principal ator jovem
★ Nicholas Stargel - Oliver's Ghost - Hallmark
- Connor Gibbs - A Crush on You - Hallmark
- Joey Luthman - The Joey and Elise Show - DATV
- Anthony Robinson - Hercules Saves Christmas - Animal Planet
- Christopher Saavedra - We Have Your Husband - Lifetime

### Melhor Performance em um filme de TV, minissérie ou especial - levando a jovem atriz
★ Jada Facer - Love's Christmas Journey - Hallmark
- Elise Luthman - The Joey and Elise Show - DATV
- Kiernan Shipka - Smooch - Hallmark

### Melhor Performance em um filme de TV, minissérie ou especial - ator jovem coadjuvante
★ Liam McKanna - Beyond the Blackboard - Hallmark
- Brennan Bailey - The Dog Who Saved Halloween - ABC Family Channel
- Matthew Knight - The Good Witch's Family - Hallmark
- Robert Naylor - Cyberbully - ABC Family Channel
- Raymond Ochoa - Other People's Kids - ABC Studio
- Bruce Salomon - Deck the Halls - TNT
- Riley Thomas Stewart - A Christmas Wedding Tail - Hallmark

### Melhor Performance em um filme de TV, minissérie ou especial - jovem atriz coadjuvante
★ (empate) Caitlin Carmichael - Bag of Bones - A&E TV
★ (empate) Kirstin Dorn - A Christmas Wish - Hallmark
- Megan Charpentier - He Loves Me - Lifetime
- Olivia Steele Falconer - A Fairly Odd Movie: Grow Up, Timmy Turner! - Nickelodeon
- Hannah Leigh - Meet Jane - Lifetime
- Savannah McReynolds - Beyond the Blackboard - Hallmark
- Quinn McColgan - Mildred Pierce - HBO
- Olivia Scriven - Mistletoe Over Manhattan - Hallmark
- Morgan Turner - Mildred Pierce - HBO

## Melhor desempenho em uma série de TV

### Melhor desempenho em uma série de TV - ator jovem principal
★ (empate) Dylan Everett - Wingin' It - Family Channel
★ (empate) Jared Gilmore - Once Upon a Time - ABC
- Devan Cohen - The Yard - Movie Central
- Will Jester - Debra! - Family Channel
- Matthew Knight - My Babysitter's a Vampire - Disney Channel
- Daniel Lupetina - The Yard - Movie Central
- Chandler Riggs - The Walking Dead - AMC

### Melhor desempenho em uma série de TV - levando a jovem atriz
★ (empate) Cristine Prosperi - Degrassi: The Next Generation - CTV
★ (empate) Niamh Wilson - Debra! - Family Channel
- Sami Gayle - Blue Bloods - CBS
- Jillian Rose Reed - Awkward. - MTV
- Bella Thorne - Shake It Up - Disney Channel
- Zendaya - Shake It Up - Disney Channel

### Melhor desempenho em uma série de TV - ator jovem coadjuvante
★ (empate) Karan Brar - Jessie - Disney Channel
★ (empate) Maxim Knight - Falling Skies - TNT
- Max Burkholder - Parenthood - NBC
- Jake Johnson - Man Up! - ABC
- Austin MacDonald - Debra! - Family Channel
- Bradley Steven Perry - Boa sorte, Charlie - Disney Channel

### Melhor desempenho em uma série de TV - atriz jovem coadjuvante
★ Stefanie Scott - A.N.T. Farm - Disney Channel
- Ciara Bravo - Big Time Rush - Nickelodeon
- Kaitlyn Dever - Last Man Standing - ABC
- Caitlyn Taylor Love - I'm in the Band - Disney Channel

### Melhor desempenho em uma série de TV - Comentários de estréia ator jovem 18-21
★ Ryan Malgarini - Mike & Molly - CBS
- Scott Beaudin - Haven - SYFY
- Max Ehrich - Parenthood - NBC
- Cameron Monaghan - Rizzoli & Isles - TNT
- Boo Boo Stewart - Boa Sorte, Charlie - Disney Channel

### Melhor desempenho em uma série de televisão – Comentários de estréia jovem atriz 17-21
★ (empate) Kara Pacitto - Par de Reis - Disney XD
★ (empate) Katelyn Pacitto - Par de Reis - Disney XD
- Katlin Mastandrea - The Middle - ABC
- Erin Sanders - CSI: Miami - CBS

### Melhor desempenho em uma série de TV - Comentários de estréia ator jovem 14-17
★ Trevor Jackson - Harry's Law - NBC
- Sterling Beaumon - Law & Order - NBC
- L. J. Benet - Os Feiticeiros de Waverly Place - Disney Channel
- Harrison Boxley - Os Guerreiros Wasabi - Disney XD
- Ricardo Hoyos - R.L. Stine's The Haunting Hour - The Hub Network
- Donnie MacNeil - Hiccups - CTV
- Brandon Soo Hoo - Workaholics - Comedy Central
- Austin Williams - A Gifted Man - CBS

### Melhor desempenho em uma série de televisão – Comentários de estréia jovem atriz 14-16
★ Rebecca Spicher - Criminal Minds - CBS
- Chelsey Bryson - Os Guerreiros Wasabi - Disney XD
- Sami Gayle - Royal Pains - USA
- Laine MacNeil - Shattered - Global Entertainment
- Evie Louise Thompson - Shake It Up - Disney Channel

### Melhor desempenho em uma série de TV - Comentários de estréia ator jovem 11-13
★ (empate) Austin Michael Coleman - House M.D. - Fox
★ (empate) Baljodh Nagra - R.L. Stine's The Haunting Hour - The Hub Network
- Chandler Canterbury - Fringe - Warner Bros.
- Zach Callison - I'm in the Band - Disney XD
- Zayne Emory - Shake It Up - Disney Channel
- Dakota Goyo - R.L. Stine's The Haunting Hour - The Hub Network
- Maxim Knight - CSI: Miami - CBS
- Connor Levins - Endgame - Endemol Worldwide
- Chirstopher Mastandrea - Hot in Cleveland - TV Land
- Regan Mizrahi - White Collar - USA
- Jason Spevack - R.L. Stine's The Haunting Hour - The Hub Network
- Justin Tinucci - Big Love - HBO
- Mateus Ward - Sports Show with Norm Macdonald - Comedy Central

### Melhor desempenho em uma série de televisão – Comentários de estréia jovem atriz 11-13
★ (empate) Cameron Protzman - The Glades - A&E
★ (empate) Haley Pullos - House MD - FOX
- Mia Ford - Chase - NBC
- Ava Rebecca Hughes - R.L. Stine's The Haunting Hour - The Hub Network
- Madison Leisle - Love Bites - NBC
- Jessica Mcleod - R.L. Stine's The Haunting Hour - The Hub Network

### Melhor desempenho em uma série de TV - ator jovem dez convidado e sob
★ Darien Provost - Mr. Young - Disney XD
- Tucker Albrizzi - Big Time Rush - Nickelodeon
- Peter Bundic - Eureka - Syfy
- Niles Fitch - Tyler Perry's House of Payne - TBS
- Connor Gibbs - Memphis Beat - TNT

### Melhor desempenho em uma série de televisão – Comentários de estréia jovem atriz dez e sob
★ Olivia Steele Falconer - Mr. Young - Disney XD
- Melody Angel - NCIS - CBC
- Francesca Capaldi - Programa de Talentos - Disney Channel
- Caitlin Carmichael - Shake It Up - Disney Channel
- Savannah McReynolds - Private Practice - ABC
- Shyloh Oostwald - House MD - FOX
- Danielle Parker - CSI: Miami - CBS
- Marlowe Peyton - The Middle - ABC

Malinda Rose Sass - The World's Astonishing News - NTV

### Melhor desempenho em uma série de TV - jovens atores recorrentes 17-21
★ (empate) Brock Ciarlelli - The Middle - ABC

★ (empate) A.J. Saudin - Degrassi: The Next Generation - CTV
- James Coholen - Debra! - Family Channel
- Damien Haas - So Random! - Disney Channel
- Matthew Fahey - Awkward. - MTV

### Melhor desempenho em uma série de TV - jovens atrizes recorrentes 17-21
★ Erin Sanders - Big Time Rush - Nickelodeon
- Alexandria Deberry - A.N.T. Farm - Disney Channel
- Kelly Heyer - Raising Hope - Fox
- Victoria Justice - iCarly - Nickelodeon
- Bridgit Mendler - Wizards of Waverly Place - Disney Channel

### Melhor desempenho em uma série de TV - jovens atores recorrentes
★ Zayne Emory - I'm in the Band - Disney Channel
- Buddy Handleson - Shake It Up - Disney Channel
- Austin MacDonald - Living in Your Car - Movie Central
- Brando Soo Hoo - Supah Ninjas - Nickelodeon
- Tyler Stentiford - Flashpoint - CTV
- Brady & Connor Noon - Boardwalk Empire - HBO

### Melhor desempenho em uma série de TV - jovens atrizes recorrentes
★ Frédérique Dufort - Tactik - Télé-Québec
- Ava Allan - True Jackson, VP - Nickelodeon
- Kaitlyn Dever - Justified - FX
- Hannah Leigh - Kickin' It - Disney Channel
- Madison Leisle - The Walking Dead - AMC
- Lauren Owens - New Girl - Fox

### Melhor desempenho em uma série de TV - jovem atriz dez de recorrentes e sob
★ Emily Alyn Lind - Revenge - ABC
- Mackenzie Aladjem - Nurse Jackie - Showtime
- Camden Angelis - Debra! - Family Channel
- Lucy and Josie Gallina - Boardwalk Empire - HBO
- Nikki Hahn - Jimmy Kimmel Live! - ABC

### Melhor desempenho em uma série de TV durante o dia - jovem ator
★ (empate) Andrew Trischitta - One Life to Live - ABC

★ (empate) Austin Williams - One Life to Live - ABC
- Aramis Knight - General Hospital - ABC
- Garrett Ryan - The Young and the Restless - CBS
- Aaron Sanders - General Hospital (Estados Unidos)General Hospital - ABC

### Melhor desempenho em uma série de TV durante o dia - jovem atriz
★ Haley Pullos - General Hospital - ABC
- Lexi Ainsworth - General Hospital - ABC
- Ellery Sprayberry - The Young and the Restless - CBS

### Melhor desempenho em uma série de TV durante o dia - jovem ator doze e sob
★ (empate) Tate Berney - All My Children - ABC

★ (empate) Robbie Tucker - The Young and the Restless - CBS
- Jake Vaughn - All My Children - ABC

### Melhor desempenho em uma série de TV durante o dia - jovem atriz dez e sob
★ Danielle Parker - All My Children - ABC
- Mackenzie Aladjem - All My Children - ABC
- Laura Boles - Days of Our Lives - NBC
- Dannika Liddell - All My Children - ABC

### Excelente conjunto de jovens em uma série de TV
★ Debra! - Family Channel
Niamh Wilson, Will Jester, Austin MacDonald, Alicia Josipovich, James Coholan, Camden Angelis
- The Yard - Movie Central

Keana Bastidas, Alex Cardillo, Devan Cohen, Quintin Colantoni, Shemar Charles, Daniel Lupetina, Sarah Cramner, John Fleming, Olivia Scriven, Jared Karp, Slam Yu
- Shake It Up - Disney Channel

Zendaya, Bella Thorne, Davis Cleveland, Adam Irigoyen, Kenton Duty, Caroline Sunshine, Roshon Fegan

## Melhor Performance em um papel de voz

### Melhor Performance em um papel de voz - jovem ator
★ (empate) Colin Ford - Jake and the Never Land Pirates - Disney

★ (empate) Graeme Jokic - Franklin and Friends - Nelvanna Com

★ (empate) Mark Ramsay - Franklin and Friends - Nelvanna Com
- Jacob Ewaniuk - The Cat in the Hat Knows a Lot About That! - PBS
- Jet Jurgensmeyer - Special Agent Oso - Disney Jr
- John Paul Ruttan - Rockin' Road Show - CBC
- Jake Sim - Stella and Sam - Family Channel

### Melhor Performance em um papel de voz - jovem atriz
★ (empate) Grace Rolek - Happiness Is a Warm Blanket, Charlie Brown - Warner Home Video

★ (empate) Alexandria Suarez - Dora the Explorer - Nickelodeon
- Abigail Breslin - Rango - Paramount Pictures
- Nissae Isen - My Big Big Friend - Treehouse TV
- Emily Alyn Lind - Prep and Landing - Disney
- Ramona Marquez - Arthur Christmas - Sony Pictures

### Melhor Performance em um papel de voz - jovem ator
★ (empate) Colin Ford - Jake and the Never Land Pirates - Disney

★ (empate) Graeme Jokic - Franklin and Friends - Nelvanna Com

★ (empate) Mark Ramsay - Franklin and Friends - Nelvanna Com
- Jacob Ewaniuk - The Cat in the Hat Knows a Lot About That! - PBS
- Jet Jurgensmeyer - Special Agent Oso - Disney Jr
- John Paul Ruttan - Rockin' Road Show - CBC
- Jake Sim - Stella and Sam - Family Channel

### Melhor Performance em um papel de voz - jovem atriz
★ (empate) Grace Rolek - Happiness Is a Warm Blanket, Charlie Brown - Warner Home Video

★ (empate) Alexandria Suarez - Dora the Explorer - Nickelodeon
- Abigail Breslin - Rango - Paramount Pictures
- Nissae Isen - My Big Big Friend - Treehouse TV
- Emily Alyn Lind - Prep and Landing - Disney
- Ramona Marquez - Arthur Christmas - Sony Pictures

## Melhor Performance em um filme de DVD

### Melhor Performance em um filme de DVD - elenco jovem
★ Spooky Buddies - Walt Disney Home Entertainment
Skyler Gisondo, Tucker Albrizzi, Sierra McCormick, Jake Johnson, Sage Ryan
- Monster Mutt - Monster Muttt & Burnside Entertainment

Rhiannon Leigh Wryn, Billy Unger, China Anderson

## Melhor Performance no teatro ao vivo

### Melhor Performance no teatro ao vivo - ator jovem
★ (empate) L.J. Benet - To Kill a Mockingbird - Lex Theatre, CA

★ (empate) Aiden Eyrick - Jerusalem - Music Box Theatre, NY
- Dusan Brown - O Rei Leão - Auditorium Theatre, NY
- Niles Fitch - O Rei Leão - North American Tour
- Andy Scott Harris - South Street - Pasadena Playhouse, CA
- Jonah Lloyd - Once Upon a Dream - The It Factor Theatre,CA
- Matthew Nardozzi - 13: O musical - Fringe Festival, FL
- Jordan Wessel - Great Expectations - Gateway Theatre, Vancouver
- Lewis Grosso - Mary Poppins - New Amsterdam Theatre, NY

### Melhor Performance no teatro ao vivo - jovem atriz
★ Hannah Lloyd - Once Upon a Dream - The It Factor Theatre, CA
- Lauren Delfs - Fever Chart - Eclipse Theatre, Chicago
- Kara Oates - Mary Poppins - New Amsterdam Theatre, NY
- Eden Sanaa Duncan Smith - O Rei Leão - Minskoff Theatre, NY
- Jolie Vanier - Once On This Island - Palmer Cultural Center, Switzerland

### Melhor Performance ao vivo teatro - ator jovem
★ (empate) L.J. Benet - To Kill a Mockingbird - Lex Theatre, CA

★ (empate) Aiden Eyrick - Jerusalem - Music Box Theatre, NY
- Dusan Brown - O Rei Leão - Auditorium Theatre, NY
- Niles Fitch - O Rei Leão - North American Tour
- Andy Scott Harris - South Street - Pasadena Playhouse, CA
- Jonah Lloyd - Once Upon a Dream - The It Factor Theatre,CA
- Matthew Nardozzi - 13: O Musical - Fringe Festival, FL
- Jordan Wessel - Great Expectations - Gateway Theatre, Vancouver
- Lewis Grosso - Mary Poppins - New Amsterdam Theatre, NY

### Melhor Performance no teatro ao vivo - jovem atriz
★ Hannah Lloyd - Once Upon a Dream - The It Factor Theatre, CA
- Lauren Delfs - Fever Chart - Eclipse Theatre, Chicago
- Kara Oates - Mary Poppins - New Amsterdam Theatre, NY
- Eden Sanaa Duncan Smith - O Rei Leão - Minskoff Theatre, NY
- Jolie Vanier - Once On This Island - Palmer Cultural Center, Switzerland

## Prêmios especiais

### Instrumentista excepcional
★ Rio Mangini – Pianista / Ator / Artista

### Prêmio Michael Landon
★ 'Ethan Flower – Ator inspirado para a juventude

### Relações sociais de conhecimento Institute Award
★ Black Gold – truTV